# 자크 피카르
자크 피카르(Jacques Piccard, 1922년 7월 28일 – 2008년 11월 1일)는 스위스의 해양학자이자 공학자로, 해류 연구용 잠수정을 개발한 것으로 알려져 있다. 그는 챌린저 해연에서 미국 해군의 돈 월시 중위와 함께 세계 대양에서 가장 깊은 곳이자 지구 표면의 지각에서 가장 깊은 곳으로 알려진 서태평양 북태평양에 위치한 마리아나 해구를 탐사한 최초의 인물이었다.

## 가족 생활
자크 피카르는 벨기에 브뤼셀에서 모험가이자 공학자였던 오귀스트 피카르의 아들로 태어났다. 자크의 아버지 오귀스트는 1931년에서 1932년 사이에 두 번이나 기구로 최고 고도 도달 기록을 갱신했다. 그리하여 피카르 가문은 최고 고도 비행과 최심 잠수라는 두 가지 세계 기록을 모두 갱신하는 독특한 영예를 안았다.
- 쥘 피카르 (화학 교수)
  - 오귀스트 피카르 (물리학자, 비행사, 기구 조종사, 수중 비행사)
    - 자크 피카르 (수중 비행사)
      - 베르트랑 피카르 (비행사, 기구 조종사)

  - 장 펠릭스 피카르 (유기 화학자, 비행사, 기구 조종사)
  - 잔네트 피카르 (장 펠릭스의 아내) (비행사, 기구 조종사)
    - 돈 피카르 (기구 조종사)

이미 기구로 고도 기록을 세웠던 자크의 아버지는 기구에 사용되는 부력 기술을 잠수정인 바티스카프 개발에 적용하기 시작했다. 자크는 처음에는 제네바 대학교에서 경제학을 가르치며 경력을 시작했고, 심해에서 잠재력을 보여줄 수 있도록 바티스카프를 개선하는 아버지를 계속 도왔다. 그 기간 동안 피카르는 제네바의 국제 대학원 연구소에서 졸업장을 취득하기도 했다. 피카르 부자는 1948년부터 1955년 사이에 세 대의 바티스카프를 함께 건조했으며, 이 잠수정들은 각각 4,600피트와 10,000피트의 기록적인 깊이에 도달했다(마지막 잠수정은 정부가 구입했다). 이러한 성공으로 젊은 피카르는 경제학을 포기하고 아버지와 함께 바티스카프를 더욱 개선하고 탐사 및 연구에 대한 실용성을 입증하는 데 협력했다.
자크의 아들 베르트랑 피카르는 가업을 잇고 있다. 그는 1999년 3월에 최초의 무착륙 세계 일주 기구 비행을 지휘했으며, 2009년 12월에는 최초의 태양열 비행기 세계 일주 비행을 지휘했다.

## 챌린저 해연 임무

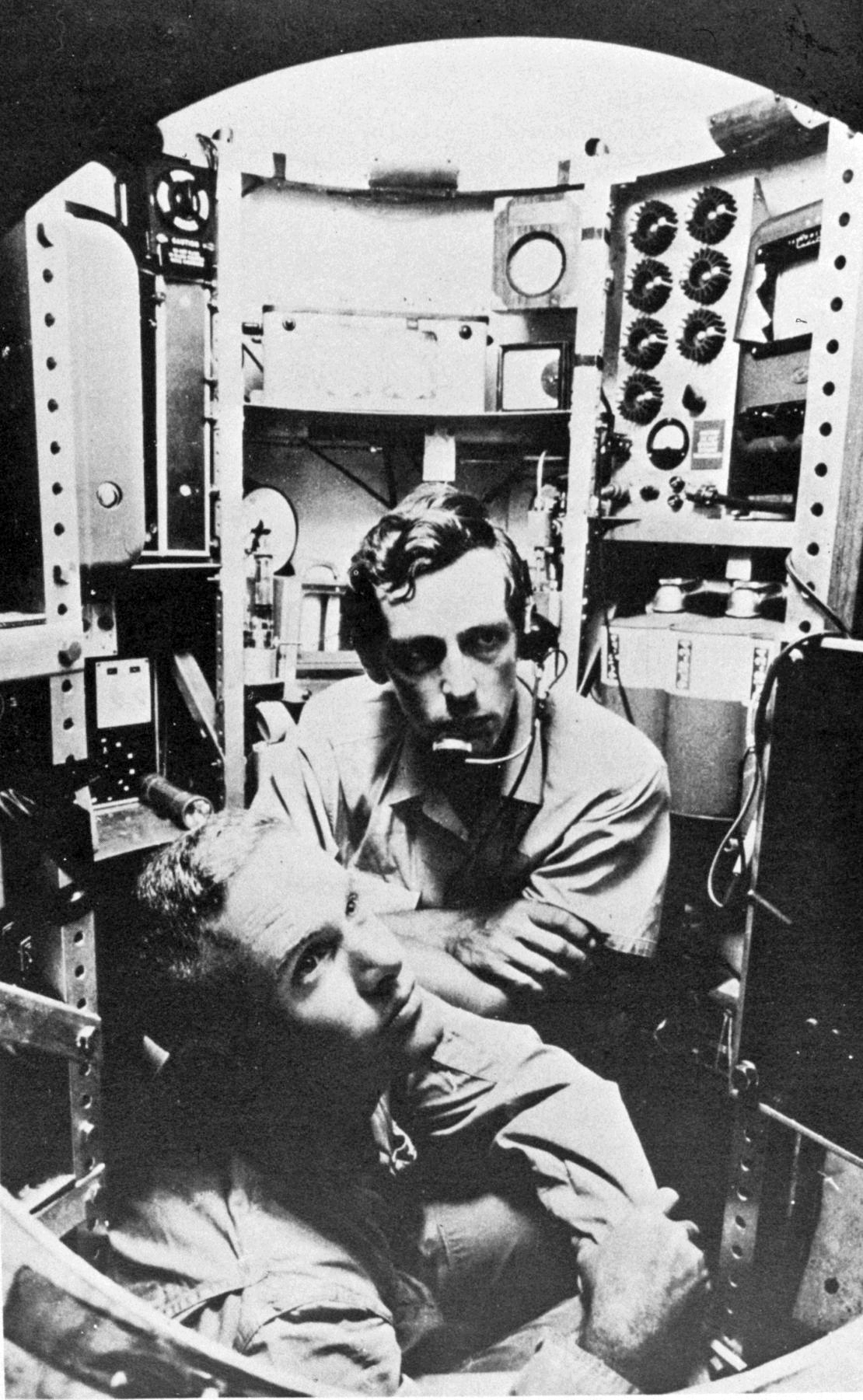
바티스카프 트리에스테호에 탄 돈 월시 (왼쪽)와 자크 피카르 (중앙)

자크는 당시 수중 연구용 잠수정 설계를 여러 가지 방법으로 탐색하고 있던 미국 해군으로부터 재정적 도움을 구했다. 자크는 트리에스테로 명명된 자신의 바티스카프를 시연하기 위해 미국으로 환영받았다. 그의 설계에 깊은 인상을 받은 미국 해군은 이 잠수정을 구입하고 피카르를 컨설턴트로 고용했다. 잠수함 인양 및 구조를 위한 작동 가능한 잠수정의 전략적 가치를 인정한 해군은 트리에스테를 더 깊은 곳까지 테스트하기 시작했다.
트리에스테호가 24,000피트 깊이에 도달할 수 있게 되자, 피카르와 그의 동료들은 더욱 큰 도전 과제를 계획했다. 바로 해저 바닥으로의 항해였다. 1960년 1월 23일, 피카르와 돈 월시 중위는 서태평양 북태평양에 위치한 마리아나 해구의 해저에 도달했다. 하강 깊이는 10,916미터(35,813피트)로 측정되었고, 나중에 1995년의 더 정확한 측정에서는 마리아나 해구가 10,911m(35,797피트)로 약간 덜 깊다는 것을 발견했다. 하강에는 4시간이 걸렸다. 바티스카프에는 과학 장비가 없었고 실험도 수행되지 않았다. 임무의 목적은 그 깊이에 도달할 수 있다는 것을 증명하는 것이었다. 하강은 30,000피트까지 아무런 사고 없이 진행되었으나, 그 때 승무원들이 큰 균열 소리를 들었다. 그러나 그들은 계속해서 잠수했고, 마침내 35,800피트 깊이의 "담배색 진흙"에 착지했다.
특징 없는 해저에 도달했을 때, 그들은 납작한 물고기와 새로운 종류의 새우를 발견했다. 해양 생물학자들은 나중에 이 관찰에 대해 이의를 제기하며, 그러한 깊이의 17,000 psi 압력에서는 어떤 물고기도 생존할 수 없다고 주장했다. 관측창에 균열이 발견되자 피카르는 항해를 중단했다. 해저에서 20분만 머무른 후, 그들은 수면으로 돌아가기 위해 밸러스트를 버리기 시작했고, 손상된 선박은 3시간 15분 만에 아무런 사고 없이 호위선으로 돌아왔다.
역사적인 잠수는 전 세계적인 주목을 받았으며, 피카르는 이 임무를 계획하는 데 도움을 주었던 저명한 지질학자 로버트 S. 디츠와 함께 <세븐 마일스 다운>이라는 기록을 썼다. 그러나 계획된 복귀 탐사는 결코 이루어지지 않았다. 트리에스테호는 유지 보수 및 운영 비용이 많이 들었다. 샘플을 수집할 수 없었고 사진도 찍을 수 없어 항해에 대한 과학적 데이터가 거의 없었다.

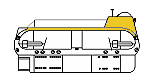
그러먼/피카르 PX-15 / 벤 프랭클린

## 벤 프랭클린 임무
1969년 7월 14일, 아폴로 11호 발사 이틀 전, 그러먼/피카르 PX-15 메소스카프로도 알려진 벤 프랭클린호는 팜비치 해안에서 멕시코 만류의 고속 중심부로 견인되었다. 현장에 도착하자마자 벤 프랭클린호는 6명의 다국적 승무원과 함께 플로리다주 리비에라 비치에서 1,000 피트 (300 m) 아래로 하강하여 4주 이상 동안 해류를 따라 북쪽으로 1,444 마일 (2,324 km)를 표류했으며, 메인주 근처에서 수면 위로 떠올랐다.

그러먼/피카르 PX-15 / 벤 프랭클린호의 승무원들

승무원은 임무 책임자인 자크 피카르, 그리고 피카르가 직접 선발한 조종사이자 피카르와 프로젝트 엔지니어의 주요 조수로서 프랭클린호의 설계 및 건설에 참여했던 또 다른 스위스인 에르빈 에베르솔트로 구성되었다. 그러먼은 돈 카지미르라는 해군 잠수함 조종사를 선장으로 선발했다. 미국 해군 해양학국은 프랭크 버스비를 파견하여 대륙붕을 가로지르는 표류 경로를 따라 해저 조사를 수행하게 했고, 영국 왕립 해군은 음향 전문가인 켄 헤이그를 파견하여 임무 내내 수중 음향을 연구하고 수층 위아래로 음파 실험을 수행했다. 여섯 번째 승무원은 미국 항공 우주국의 쳇 메이였다. 그의 전문 분야는 "우주에서 일하는 인간"이었다. 베르너 폰 브라운은 프랭클린 임무에 대해 알게 되었고, 팜비치의 잠수함을 방문했으며, 이 임무를 다가오는 스카이랩과 같은 장기 우주 임무에 대한 일종의 아날로그로 간주했다. 그는 메이를 미국 항공 우주국 관찰자로 임명하여 임무에 동행하고 인간 승무원에 대한 장기 격리의 영향을 연구하게 했다.:139–140
미국 애국자이자 발명가인 멕시코 만류를 처음으로 지도화한 인물의 이름을 따서 명명된 50-피트 (15 m) 벤 프랭클린호는 1966년에서 1968년 사이에 스위스에서 피카르와 그러먼 항공 공학 회사를 위해 건조되었다. 이 잠수정은 복원되어 현재 캐나다 밴쿠버의 밴쿠버 해양 박물관에 소장되어 있다.

## 영향과 명예

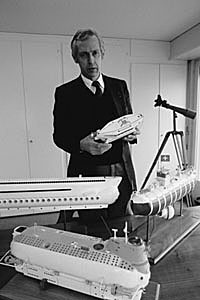
자크 피카르; 전경에는 메소스카프 벤 프랭클린의 모형이 있다.

앰비언트 아티스트 맷 룰만과 셀러는 2008년에 벤 프랭클린호의 항해에 헌정하는 <메소스카프>라는 앨범을 공동 발매했다.
그는 1972년에 하워드 N. 포츠 메달을 수상했다.
1981년, 피카르는 세계 문화 위원회의 창립 회원이 되었다.
2008년 2월 1일, 피카르는 루뱅 가톨릭 대학교(루뱅 라 누브)에서 명예 박사 학위를 받았다.

## 다른 활동
피카르는 퀴이에 본부를 둔 해양 및 호수 연구 및 보호 재단(Foundation for the Study and Protection of Seas and Lakes)의 설립자였다.
Piccard, J. (1965년 3월 2일). 《US Patent D200,506 for a Submarine》. Lausanne, Switzerland. 10000000000쪽. 2008년 11월 1일에 확인함.
- 메소스카프 오귀스트 피카르, 1964년 스위스 국립 박람회를 위해 제작된 세계 최초의 승객용 잠수함
- 벤 프랭클린 (PX-15)
- F.-A. 포렐 (PX-28)
- PX-44

## Bibliography
- Piccard, Jacques; Robert S. Dietz (1961). 《Seven Miles Down》. 푸트남. 249쪽.
- Piccard, Jacques (1971). 《The Sun Beneath the Sea》. 스크리브너. 405 pp쪽. ISBN 0-684-31101-1.

## 같이 보기
- 프로젝트 넥톤
- 챌린저 해연에 하강한 사람들 목록